# 스틸 기타

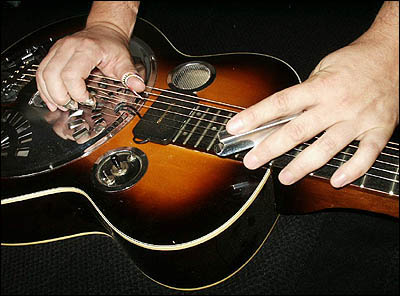
공명 기타 연주자가 무릎(랩) 위에 놓고 연주 했다.

스틸 기타(Steel guitar)는 일렉트릭 기타의 하나로, 몸체 부분이 거의 없는 독특한 형상을 하고 있다. 하와이언 뮤직에서 자주 사용되어 하와이언 기타라고도 한다.
슬라이드 기타 주법으로 연주하며 줄높이가 높게 세팅되어 있는 것이 특징이다. 그 중에서 무릎(랩) 위에 놓고 연주하는 것을 랩 스틸 기타, 페달 조작으로 피치를 변화시키는 것을 페달 스틸 기타라고 한다.
페달 스틸 기타는 8줄인 것도 자주 쓰인다.